# Înot sincron la Jocurile Olimpice de vară din 2024 - echipă feminin
Proba de înot sincron echipe de la Jocurile Olimpice de vară din 2024 a avut loc în perioada 5-7 august 2024 la Paris Aquatic Centre.

## Program
Orele sunt ora Franței (UTC+1) 
| Data                    | Timp  | Etapă             |
| ----------------------- | ----- | ----------------- |
| Luni, 5 august 2024     | 19:30 | Program tehnic    |
| Marți, 6 august 2024    | 19:30 | Program liber     |
| Miercuri, 7 august 2024 | 19:30 | Program acrobatic |

## Rezultate
Rezultatele finale.
| Chang Hao Feng Yu Wang Ciyue Wang Liuyi | Wang Qianyi Xiang Binxuan Xiao Yanning Zhang Yayi |

| Anita Alvarez Jaime Czarkowski Megumi Field Keana Hunter | Audrey Kwon Jacklyn Luu Daniella Ramirez Ruby Remati |

| Txell Ferré Marina García Polo Lilou Lluís Valette Meritxell Mas | Alisa Ozhogina Paula Ramírez Iris Tió Blanca Toledano |

| Laelys Alavez Anastasia Bayandina Ambre Esnault Laura Gonzalez | Romane Lunel Eve Palneix Charlotte Tremble Laura Tremble |

| Moe Higa Moeka Kijima Uta Kobayashi Tomoka Sato | Ayano Shimada Ami Wada Mashiro Yasunaga Megumu Yoshida |

| Scarlett Finn Audrey Lamothe Jonnie Newman Raphaelle Plante | Kenzie Priddell Claire Scheffel Jacqueline Simoneau Florence Tremblay |

| Regina Alférez Fernanda Arellano Nuria Diosdado Itzamary González | Joana Jiménez Samanta Rodríguez Jessica Sobrino Pamela Toscano |

| Linda Cerruti Marta Iacoacci Sofia Mastroianni Enrica Piccoli | Lucrezia Ruggiero Isotta Sportelli Giulia Vernice Francesca Zunino |

| Carolyn Rayna Buckle Georgia Courage-Gardiner Raphaelle Gauthier Kiera Gazzard | Margo Joseph-Kuo Anastasia Kusmawan Zoe Poulis Milena Waldmann |

| Farida Abdelbary Mariam Ahmed Nadine Barsoum Amina Elfeky | Hana Hiekal Salma Marei Sondos Mohamed Nehal Saafan |